# Окраштица
Окраштица (алб. Akrashticë) је насеље у општини Вучитрн на Косову и Метохији. Атар насеља се налази на територији катастарске општине Окраштица површине 883.61 ha. Према попису становништва из 2011. године, село је имало 1.113 становника, већину становништва чинили су Албанци.

## Географија
Село је на валовитом земљишту, збијеног типа, оранице с различитим саставом, на којима успевају све житарице, а има нешто и храстове шуме. Окраштица је смештена на падини планине Чичавице, 7 км удаљено од Вучитрна на западној страни. Дели се на махалу Шаљака (на левој страни Крагујевачке реке) и махалу Маринћака (на десној страни реке). Називи махала су по старијим и важнијим родовима. И куће у махалама нису збијене већ растурене у групице по родовима.

## Историја
Село се први пут помиње у турском попису области Бранковића из 1455. године, у попису је уписано под истим именом 22 српске куће, међу којима је био дом попа Вукашина. У селу је постојала стара црква, којој се данас изгубио сваки траг. У овом селу су живели Срби до 1820. године, када су дошли Албанци из северне Албаније из места Марине. По њиховом доласку Срби су почели да се расељавају. Доласком мухаџира из Топлице ово село се у потпуности раселило и Срби су отишли у Топлицу и друге крајеве. Године 1925. у ово село доселиле су се 3 куће насељеника на добијену утринску земљу од државе.

## Учесници ослободилачких ратова 1912—1918
- Сладојевић Лука, Солунски добровољац

## Учесници Другог светског рата (1941—47)
- Костић Стојан
- Сладојевић Лука

## Погинули у другом светском рату
- Сладојевић Лука, 1942. у Црној Гори[4]

## Одсељени 1941—93
- Костић Стојан 1941, са 5 члана., Пантина, Параћин
- Радуловић Гојко 1941. са 3 члана., Пантина
- Сладојевић Лука 1941, са 4 члана., Црна Гора, непознато.

Свега 3 домаћинстава са 12 чланова. Од исељења ових становника престао је живот Срба у овом селу.

## Порекло становништва по родовима
Најстарији албански род (Маринћак), при досељењу (око 1820), затекао је село са српским становништвом, само је било мало кућа у њему. Срби су доцније продавали имања вучитрнским муслиманима и расељавали се.
Родови
- Маринћак (10 кућа.), од фиса (племена) Мзи. Досељен око 1820. из Северне Албаније, из Марине, по чему му је дошло и презиме. Појасеви у 1934. од досељења: Асан, Заит, Рама, Бахтијар (80 година).
- Шаљак (6 кућа.), од фиса (племена) Шаље. Из Бољетина (Копаоничка Шаља) досељен у Невољане за чифчију, па одатле у Окраштицу средином 19. века.
- Бодрљак (7 кућа.), од фиса (племена) Шаље. Доселио се из Старог Трга (Копаоничка Шаља) на купљено имање после Шаљака.
- Карачели (8 кућа.), од фиса (племена) Друштина, старином је из Малесије. Живео је у Чабру (Ибарски Колашин), одакле се доселио у Караче, а из Карача преселио у Окраштицу после Бодрљака.
- Мехол (2 кућа.), од фиса (племена) Гаша. Пресељен од истоименог рода у Штитарици мало пре доласка мухаџира.
- Аземовит (алб. Azemi) (2 кућа.), од фиса (племена) Бериша. Пресељен из Слатине (вучитрнске) кад и Мехоли.
- Меанели (6 кућа.), од фиса (племена) Климената (алб. Kelmendi). Досељени 1878. као мухаџири из Механе у Топлици.
- Црногорци (2 кућа.). Са Пештера сишао на Косово нешто пре доласка мухаџира. Прво био у Дољаку, а после прешао у Окраштицу за чифчију у Шерифа Бику из Вучитрна. Кажу да су и на Пештеру говорили албански. Убрајају се у фис (племе) Шкреља.

У Окраштици су биле две српске колонистичке куће. Окупатор их је за време рата протерао и више се после рата нису вратиле.

## Демографија
| Година       | 1948 | 1953 | 1961 | 1971 | 1981  | 1991  | 2011  |
| ------------ | ---- | ---- | ---- | ---- | ----- | ----- | ----- |
| Становништво | 543  | 598  | 708  | 908  | 1.078 | 1.112 | 1.113 |

|  |

## Становништво
| Етнички састав према попису из 1961.‍ | Етнички састав према попису из 1961.‍ | Етнички састав према попису из 1961.‍ | Етнички састав према попису из 1961.‍ | Етнички састав према попису из 1961.‍ |
| ------------------------------------ | ------------------------------------ | ------------------------------------ | ------------------------------------ | ------------------------------------ |
|                                      |                                      |                                      |                                      |                                      |
| Албанци                              | Албанци                              |                                      | 693                                  | 97,88%                               |
| Црногорци                            | Црногорци                            |                                      | 7                                    | 0,99%                                |
| Срби                                 | Срби                                 |                                      | 6                                    | 0,85%                                |
| Укупно: 708                          |                                      |                                      |                                      |                                      |

| Етнички састав према попису из 1971.‍ | Етнички састав према попису из 1971.‍ | Етнички састав према попису из 1971.‍ | Етнички састав према попису из 1971.‍ | Етнички састав према попису из 1971.‍ |
| ------------------------------------ | ------------------------------------ | ------------------------------------ | ------------------------------------ | ------------------------------------ |
|                                      |                                      |                                      |                                      |                                      |
| Албанци                              | Албанци                              |                                      | 908                                  | 100%                                 |
| Укупно: 908                          |                                      |                                      |                                      |                                      |

| Етнички састав према попису из 1981.‍ | Етнички састав према попису из 1981.‍ | Етнички састав према попису из 1981.‍ | Етнички састав према попису из 1981.‍ | Етнички састав према попису из 1981.‍ |
| ------------------------------------ | ------------------------------------ | ------------------------------------ | ------------------------------------ | ------------------------------------ |
|                                      |                                      |                                      |                                      |                                      |
| Албанци                              | Албанци                              |                                      | 1.078                                | 100%                                 |
| Укупно: 1078                         |                                      |                                      |                                      |                                      |

| Етнички састав према попису из 2011.‍ | Етнички састав према попису из 2011.‍ | Етнички састав према попису из 2011.‍ | Етнички састав према попису из 2011.‍ | Етнички састав према попису из 2011.‍ |
| ------------------------------------ | ------------------------------------ | ------------------------------------ | ------------------------------------ | ------------------------------------ |
|                                      |                                      |                                      |                                      |                                      |
| Албанци                              | Албанци                              |                                      | 1.113                                | 100%                                 |
| Укупно: 1113                         |                                      |                                      |                                      |                                      |